# すろうらいふすとーりー
『すろうらいふすとーりー』は、シンガーソングライターさだまさしの2003年10月22日発表のソロ29枚目のオリジナル・アルバムである。同年10月から翌年までの、さだまさしコンサートツアーにも同じタイトルが用いられた。

## 概要
この年は、イラク戦争が勃発した年である。それに関連して、さだは改めて「生命」や「平和」の尊さを伝えるためにこのアルバムを作成した。
また、このアルバムを聴く全ての人々に『昨日まで何をしてきたか』ではなく『明日から何が出来るか』ということが「たいせつなこと」だとこのアルバムで訴えている。

## 収録曲
1. すろうらいふすとーりー
近年の時間に追われる日本人の姿勢とカタカナ語の乱用による日本語の変化にさだが意見を投じた一曲。
アルバム名や曲名を敢えて「スローライフストーリー」とカタカナにしなかったのは、この名前だと張り詰めた感じがして厭だったからだとライナーノートで語っている。
2. いつも君の味方
FNS 27時間テレビ みんなのうた『再会』テーマ曲。このアルバムに先行してソロシングルとして発売されている。
3. 風を見た人
イラク戦争に対しての反戦曲として作られた歌。風の視点で戦争やテロの被災地となった地やイラクの風景を通して、今一度平和を考えようというさだの平和への祈りが込められている。
4. しあわせの星
2003年3月22日に長崎県佐世保シーサイドホール「アルカスSASEBO」で行われたミュージカル内でさだが歌った「生命」を主題とした劇中歌。（ちなみに、さだの役は「有明海のムツゴロウ」)
5. 人生の贈り物 〜他に望むものはない〜 （with 楊 姫銀）
人生とは、幸福とは、それらは一体何であるかを最期を迎えんとする人物の視点から歌った哲学的な作品。
楊姫銀とのデュエット曲がオリジナル。また、これ以外にさだのソロバージョンがあり、こちらはよくコンサートで使用される。
ソロバージョンではハングンマルの歌詩部分が省略されている。
2007年2月に沢知恵がカバー（オムロンCM内）
6. どんぐり通信
この年に亡くなったさだの二人の友人に対する鎮魂歌といった面と「世代」という概念が希薄になっている現代社会に対しての警鐘の面を併せ持つ作品。
7. 南風に吹かれて
新幹線をテーマにした恋人同士の別れの曲。
この曲のイメージはさだが新幹線に乗るまでのわずかな待ち時間の中で見かけた見ず知らずの女性であるという。
8. 八月のガーデニア
後になってやっと気付いた大切な人との永遠の別れについて歌った作品。
ガーデニアとはクチナシの学名にして英語名。
9. 百日紅(ひゃくじつこう)
童謡「ひらいた ひらいた」のコーラス版から転じて本曲に入る。
このコーラスはさだがグレゴリオ聖歌をイメージし、全パートをさだが自分ひとりで何度も歌って完成させた。
本編の曲は長崎の夏の風景を「無常観」の観念を用いて儚げに表現しているものであり、歌詩中にある「真っ白な百日紅…」等は小説『解夏』(げげ)の影響を受けている。
ちなみに本来百日紅とは「サルスベリ」と読む漢字で、サルスベリの花の鮮やかなピンクに近い紅色が長期間花弁に留まる所から来ている。
10. たいせつなひと（シネマ・ヴァージョン）
さだの手懸けた小説が原作の東宝映画『解夏』（げげ）主題歌。
後にトリビュートアルバム『A Tribute to Masashi Sada〜THE ENGLISH COVERS』でフルヴァージョンの英訳がなされ、それに続いて日本語でのフルヴァージョンが発表されたという順序的に変わった作品となっている。

### 作詩・作曲
- 下作品以外、全曲とも作詩[1]・作曲：さだまさし
  - 「人生の贈り物」作詩：楊 姫銀　訳詩：さだまさし　編曲：金 義徹
  - 「百日紅」挿入歌「ひらいた ひらいた」作詞作曲：不明

### 主な参加ミュージシャン
- ギター：石川鷹彦
- シンセサイザー：倉田信雄
- パーカッション：川瀬正人

他多数